# Pont sur la Weiss
Le pont sur la Weiss est un pont fortifié, monument historique situé à Kaysersberg, dans le département français du Haut-Rhin.

## Localisation
Cette construction est située rue du Général-de-Gaulle à Kaysersberg.

## Historique
L'édifice fait l'objet d'une inscription au titre des monuments historiques depuis 1932.

## Architecture

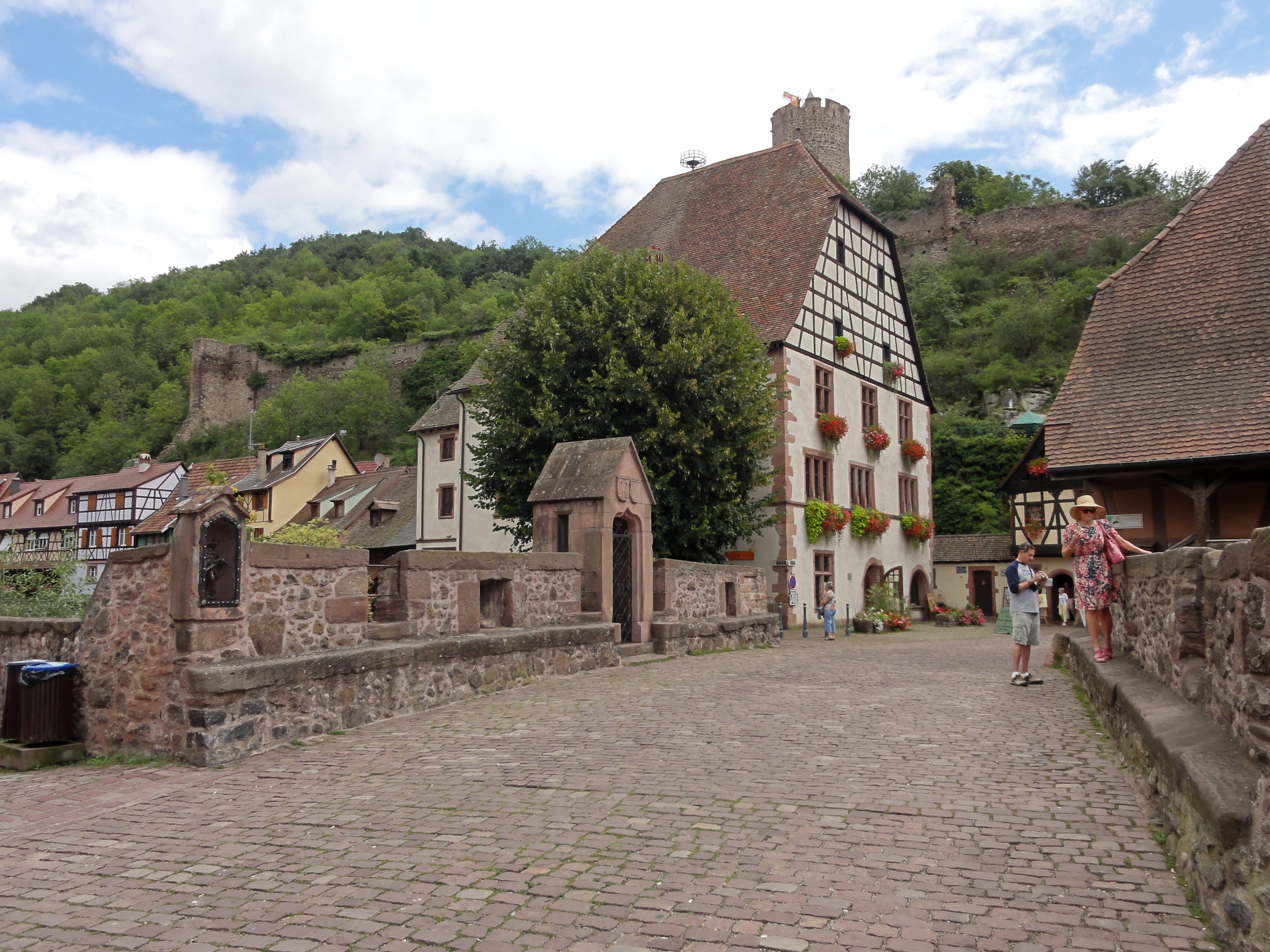
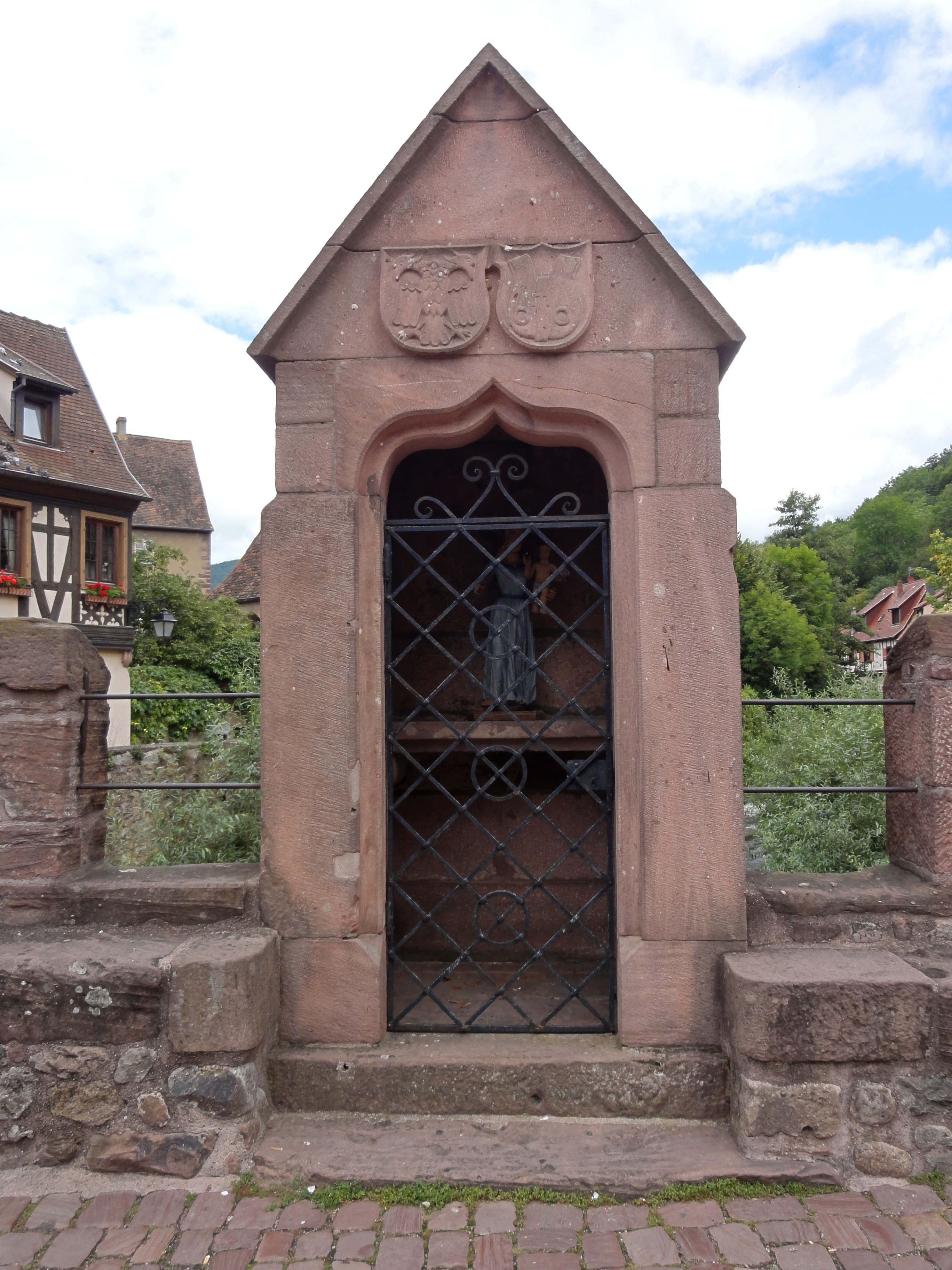